# Distrikt Puyca
Der Distrikt Puyca liegt in der Provinz La Unión in der Region Arequipa in Südwest-Peru. Der Distrikt wurde am  13. Oktober 1891 gegründet. Er besitzt eine Fläche von 1504 km². Beim Zensus 2017 wurden 2528 Einwohner gezählt. Im Jahr 1993 lag die Einwohnerzahl bei 2915, im Jahr 2007 bei 2886. Die Distriktverwaltung befindet sich in der 3658 m hoch gelegenen Ortschaft Puyca mit 816 Einwohnern (Stand 2017). Puyca liegt 27 km nordöstlich der Provinzhauptstadt Cotahuasi.

## Geographische Lage
Der Distrikt Puyca liegt im Nordosten der Provinz La Unión. Der Oberlauf des Río Cotahuasi fließt entlang der westlichen Distriktgrenze in südsüdwestliche Richtung. Im äußersten Südosten erhebt sich der 5498 m hohe erloschene Vulkan Firura. Entlang der nördlichen Distriktgrenze verläuft die Cordillera Huanzo mit der kontinentalen Wasserscheide.
Der Distrikt Puyca grenzt im Osten an den Distrikt Cayarani (Provinz Condesuyos), im Süden an den Distrikt Salamanca (ebenfalls in der Provinz Condesuyos), im Südosten an den Distrikt Alca, im Westen an den Distrikt Huaynacotas, im Norden an den Distrikt Oropesa (Provinz Antabamba) sowie im Nordosten an den Distrikt Santo Tomás (Provinz Chumbivilcas).

## Ortschaften
Im Distrikt gibt es neben dem Hauptort folgende größere Ortschaften:
- Chincahyllapa
- Churca
- Cuspa
- Huactapa
- Maghuancca
- Ocoruro
- Pettecc
- Sayroso
- Suni